# Georg Hellat

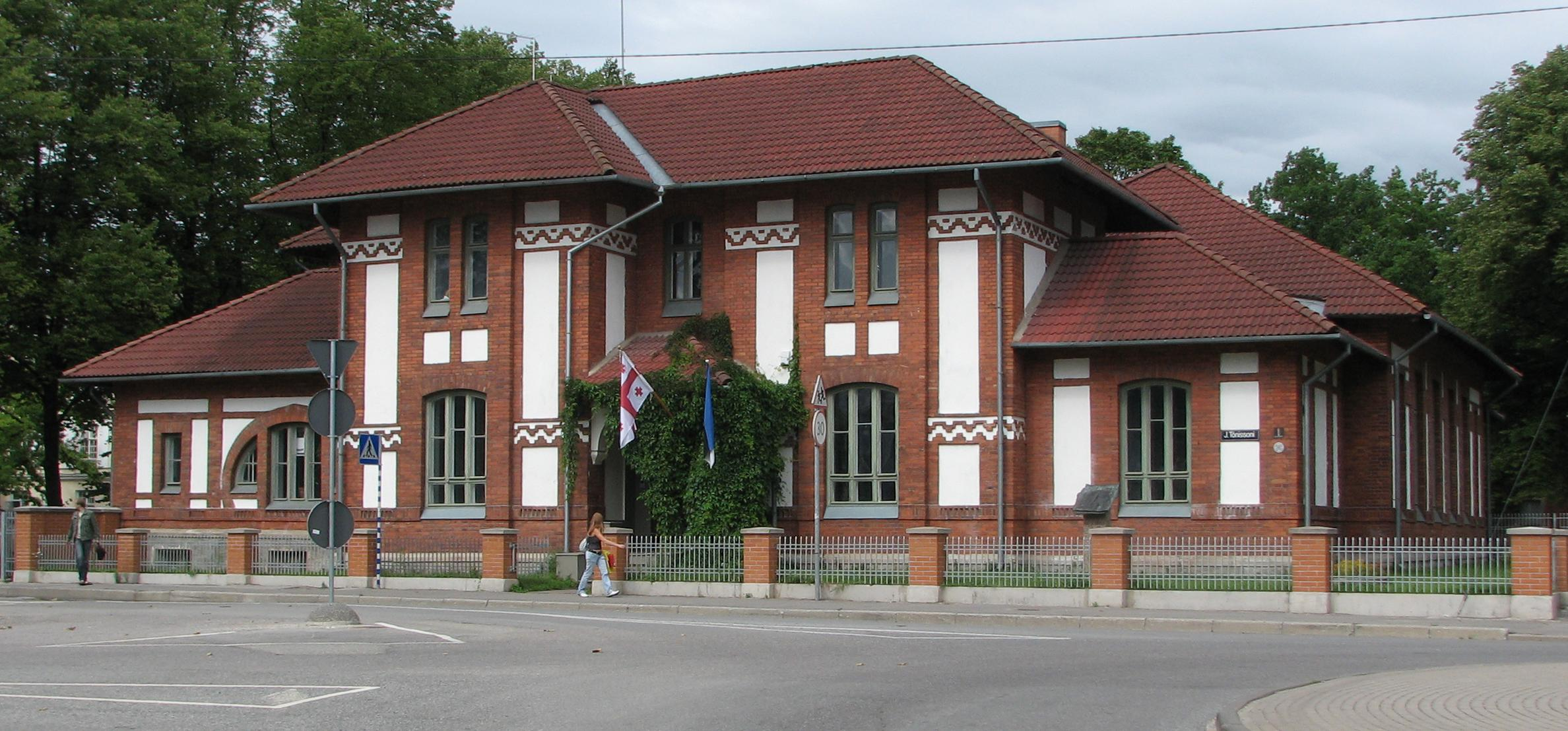
Korporationshaus des Vereins Studierender Esten (Eesti Üliõpilaste Selts) im südestnischen Tartu (Aufnahme von 2008)

Georg Hellat (* 19. Februarjul. / 3. März 1870greg. in Puka, Livland; † 28. August 1943 in Tallinn, Estnische SSR) war ein estnischer Architekt.

## Leben und Architektur
Georg Hellat wurde in Puka (deutsch Bockenhof) geboren. 1900 schloss er sein Studium am Institut für Zivilingenieurwesen in der russischen Hauptstadt Sankt Petersburg ab. Er war anschließend als einer der ersten professionellen estnischen Architekten tätig.
Von 1912 bis 1915 war Hellat Stadtarchitekt der estnischen Hauptstadt Tallinn (Reval). Von 1919 bis 1923 arbeitete er als Leiter der Bauabteilung der Tallinner Stadtverwaltung.

## Architektonisches Werk
Hellats Hauptwerk ist das Korporationshaus des Vereins Studierender Esten (Eesti Üliõpilaste Selts) in Tartu (Dorpat). Es wurde 1902 fertiggestellt. Das Gebäude ist eines der ersten und charakteristischsten Bauwerke der Nationalromantik in Estland. In dem Haus fand am 14. Oktober 1920 die Unterzeichnung des Friedensvertrags zwischen Finnland und Sowjetrussland statt.
Gemeinsam mit den Architekten Viktor Schröter baute Hellat die Petruskirche in Tartu, das zweithöchste Sakralgebäude Südestlands.
Zwischen 1911 und 1913 entstand nach seinen Plänen das Kultur- und Vereinshaus Säde in Valga (Walk) im späten Jugendstil, das auch ein Theater und ein Hotel umfasste. Das Gebäude brannte mehrmals ab.
Hellat zeichnete auch für die ursprünglichen Pläne des Jugendstil-Theaters Endla im westestnischen Pärnu (Pernau) verantwortlich, das 1911 eröffnet wurde. Am 23. Februar 1918 wurde vom Balkon des Theaters die estnische Unabhängigkeit ausgerufen. Das Theatergebäude wurde 1944 zerstört.
1914 baute Hellat das neuklassizistische Mädchengymnasium von Tartu.

## Privatleben
Von 1907 bis 1925 war Hellat mit Ludmilla Hellat-Lemba (1879–1945) verheiratet. Das Paar hatte eine Tochter und einen Sohn. 1935 estnisierte Georg Hellat seinen Vornamen in Jüri.